# 汝州街

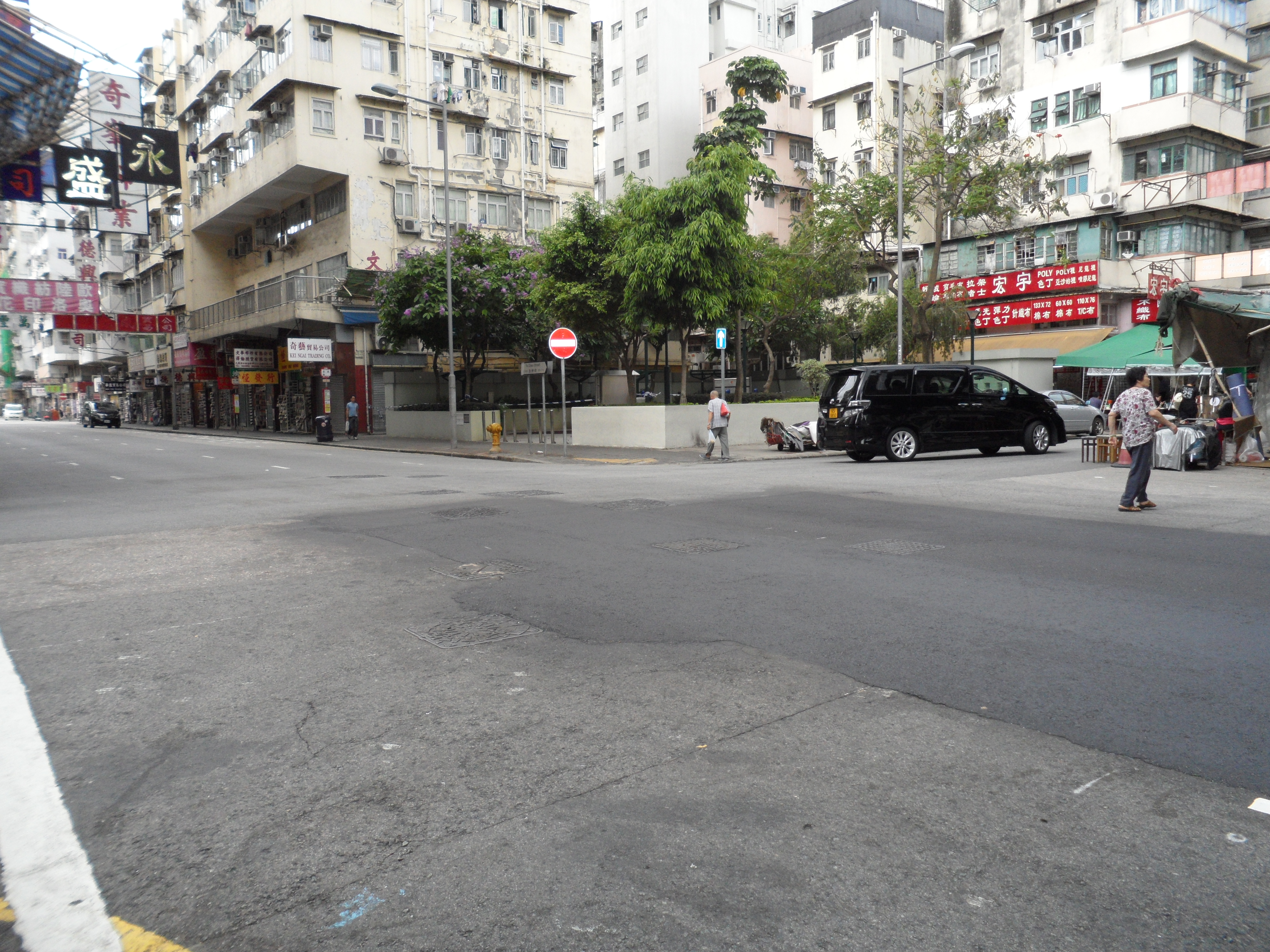
汝州街與石硤尾街交界

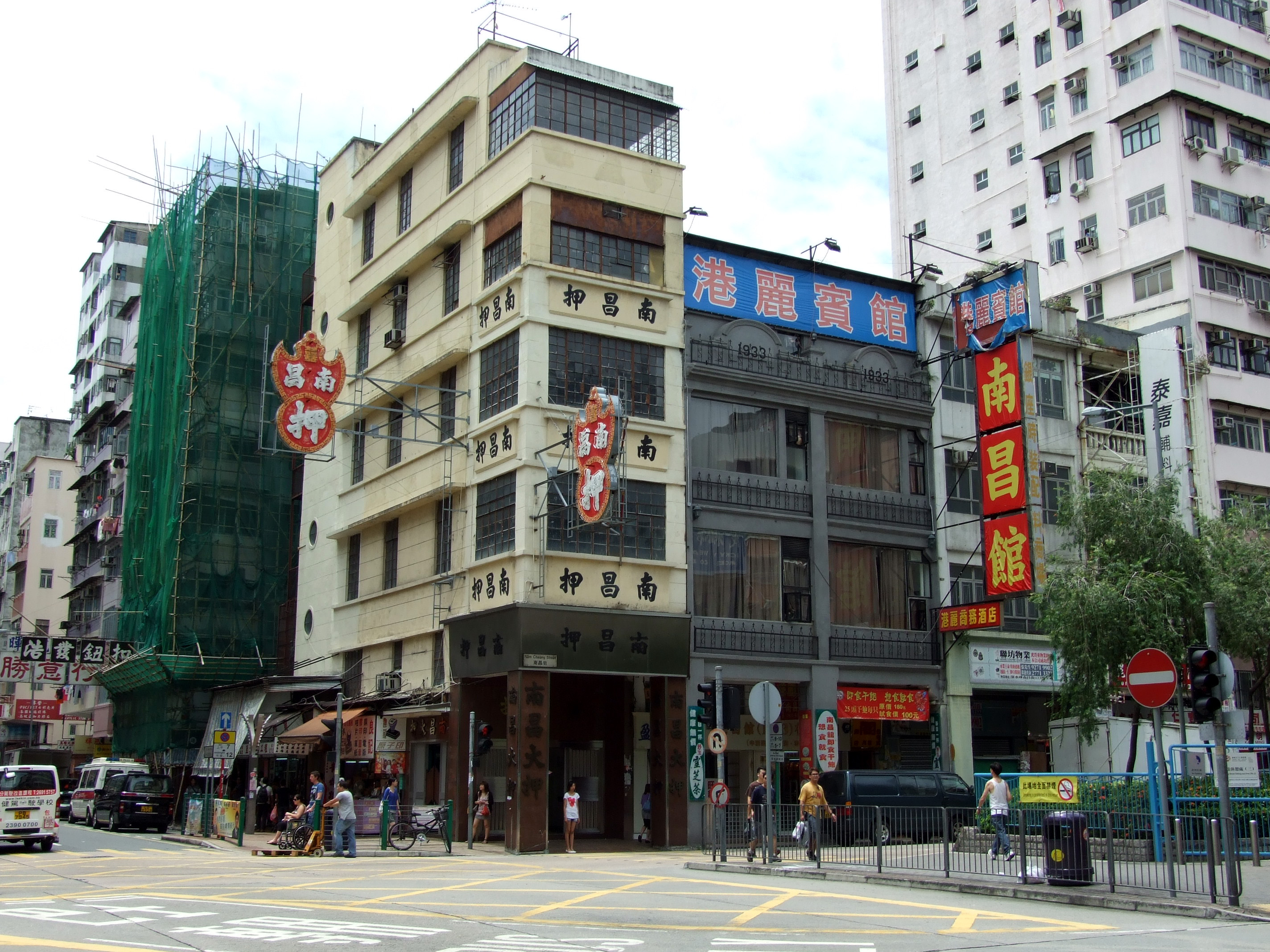
位於汝州街與南昌街交界的南昌押

汝州街（英語：Yu Chau Street）是一條位於香港九龍的街道，其名稱乃取自河南汝州市。它南起自旺角太子一段的砵蘭街，北至欽州街近西九龍中心，全長約960米，與基隆街及大南街平行。

## 別稱
汝州街有不少衣物配件的店舖，更有很多專門售賣小圓珠（粵語稱為「珠仔」）的店舖，因此有珠仔街的別稱。這些小圓珠以木材、塑膠、水晶及玻璃製造，可用作自製首飾、玩偶之用。

## 汝州西街
汝州西街位於北長沙灣工貿區內，在1920年代初填海規劃中，原本會與汝州街連接，但及後由於更改土地用途，兩條街最終未能連接，為方便辨識，比較短的一段1970年代改名為汝州西街，成為兩條獨立的街道，兩者並無關連。

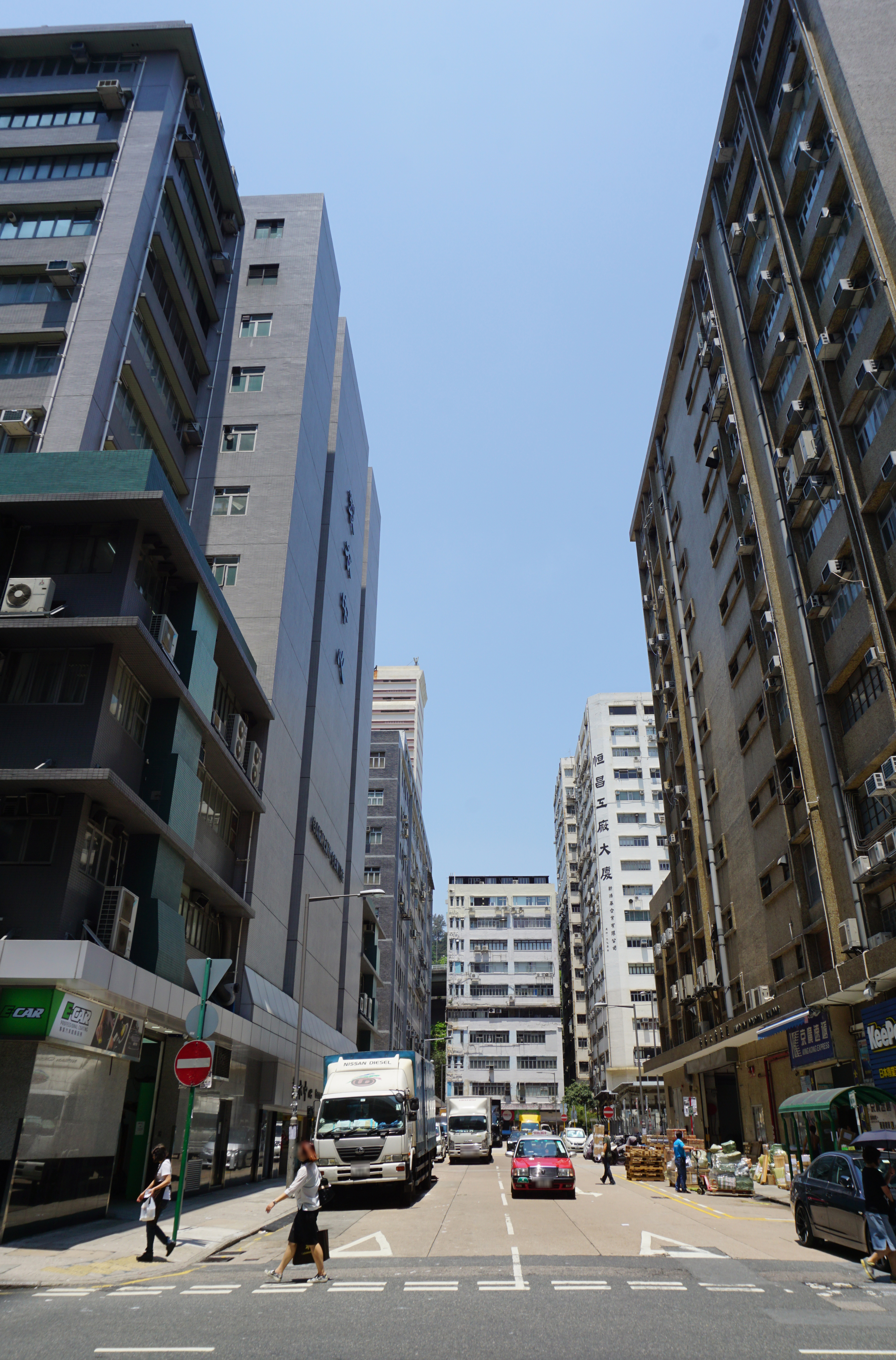
汝州西街
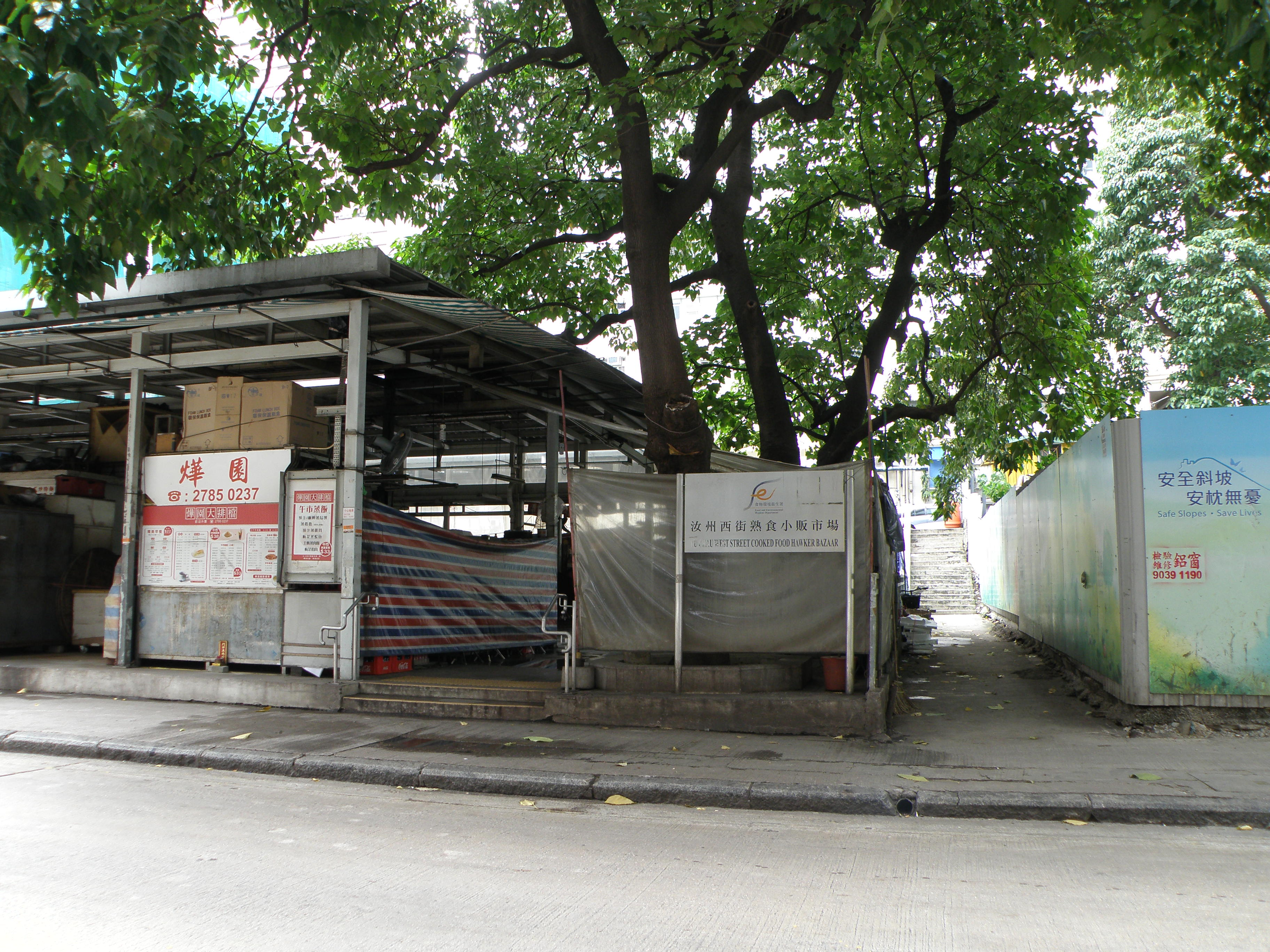
汝州西街熟食小販市場（已結業）

## 沿路建築
- 建和閣：位於汝州街243至245號，香港房屋協會轄下的一個市區改善計劃屋苑，樓高10層，1梯2伙，1986年11月落成入伙，樓字頂部至今仍有大型房協舊標誌。[2]
- 汝州街269及271號

## 公共交通
由於汝州街是一條連接旺角北和深水埗的單程路（西行），大部份途經的公共交通工具均途經此路，經欽州街或界限街，前往長沙灣及新界各區；而汝州西街則有一條專線小巴路線途經，並以此作為總站。

## 相關街道
- 基隆街 （鈕扣街）
- 南昌街 （花邊街）
- 長沙灣道 （時裝街）

## 外部連結
维基共享资源上的相關多媒體資源：汝州街
1. ↑  .   [2023-02-22]. （原始内容存档于2023-03-06）.
2. ↑  . 市區改善計劃. 香港房屋協會.   [2020-05-31]. （原始内容存档于2021-03-16）.